# دیوید آیالا
دیوید آیالا (انگلیسی: David Ayala؛ زادهٔ ۲۶ ژوئیهٔ ۲۰۰۲) بازیکن فوتبال اهل آرژانتین است.
از باشگاه‌هایی که در آن بازی کرده‌است می‌توان به باشگاه فوتبال استودیانتس اشاره کرد.
وی همچنین در تیم ملی فوتبال Argentina U17 بازی کرده‌است.